# قشتيل الحبيب
قشتيل الحبيب هي بلدية في Rincón de Ademuz في منطقة بلنسية إسبانيا.

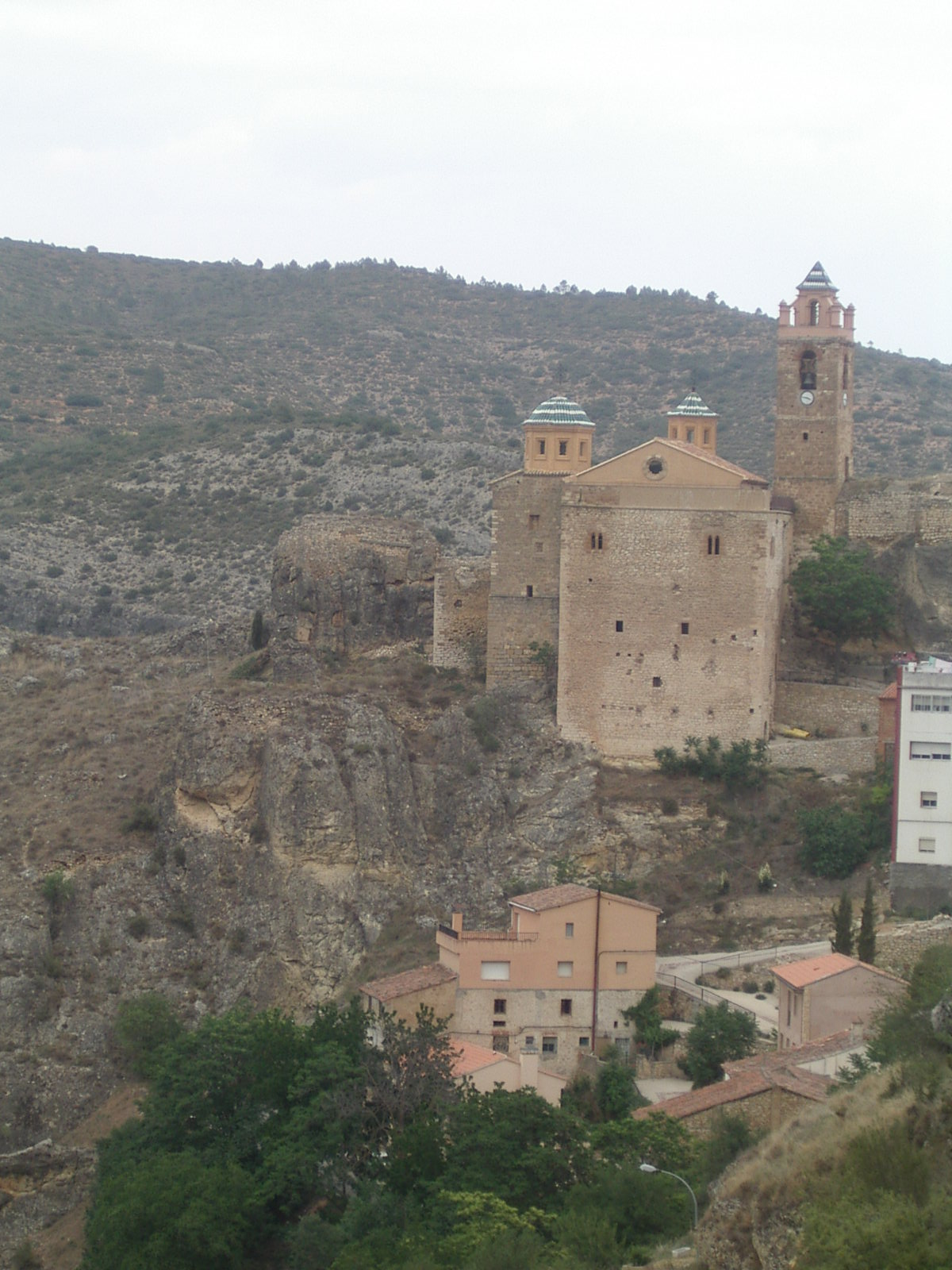
منظر لقلعة (أو حصن) وكنيسة قشيتل الحبيب